# Episodi di Superstore (quarta stagione)
La quarta stagione della serie televisiva Superstore è stata trasmessa in prima visione assoluta negli Stati Uniti d'America da NBC dal 4 ottobre 2018 al 16 maggio 2019.
In Italia, la stagione viene trasmessa in due parti: la prima (ep. 1-17) a pagamento da Joi, canale della piattaforma Mediaset Premium, dal 19 marzo al 25 giugno 2019, mentre la seconda parte (ep. 18-22) viene trasmessa dal 31 agosto al 14 settembre 2019 su Premium Stories.
| n° | Titolo originale          | Titolo italiano                | Prima TV USA     | Prima TV Italia   |
| -- | ------------------------- | ------------------------------ | ---------------- | ----------------- |
| 1  | Back to School            | Si torna a scuola              | 4 ottobre 2018   | 19 marzo 2019     |
| 2  | Baby Shower               | La festa per il nascituro      | 11 ottobre 2018  | 19 marzo 2019     |
| 3  | Toxic Workplace           | Un posto di lavoro asfissiante | 18 ottobre 2018  | 26 marzo 2019     |
| 4  | Costume Competition       | Il costume più bello           | 25 ottobre 2018  | 26 marzo 2019     |
| 5  | Deliver Day               | Il giorno del parto            | 1º novembre 2018 | 2 aprile 2019     |
| 6  | Maternity Leave           | Congedo di maternità           | 8 novembre 2018  | 9 aprile 2019     |
| 7  | New Initiative            | Sorriso extra                  | 15 novembre 2018 | 16 aprile 2019    |
| 8  | Managers' Conference      | La conferenza dei manager      | 6 dicembre 2018  | 23 aprile 2019    |
| 9  | Shadowing Glenn           | Momenti formativi              | 13 dicembre 2018 | 30 aprile 2019    |
| 10 | Cloud 9 Academy           | L'accademia del Cloud 9        | 7 marzo 2019     | 7 maggio 2019     |
| 11 | Steps Challenge           | Superstore                     | 14 marzo 2019    | 14 maggio 2019    |
| 12 | Blizzard                  | La bufera del secolo           | 21 marzo 2019    | 21 maggio 2019    |
| 13 | Love Birds                | Piccioncini                    | 28 marzo 2019    | 28 maggio 2019    |
| 14 | Minor Crimes              | Il nuovo direttore             | 4 aprile 2019    | 4 giugno 2019     |
| 15 | Salary                    | Uno stipendio da capogiro      | 11 aprile 2019   | 11 giugno 2019    |
| 16 | Easter                    | Il coniglio pasquale           | 18 aprile 2019   | 18 giugno 2019    |
| 17 | Quinceañera               | 15 anni                        | 25 aprile 2019   | 25 giugno 2019    |
| 18 | Cloud Green               | La giornata della Terra        | 2 maggio 2019    | 31 agosto 2019    |
| 19 | Scanners                  | A colpi di scanner             | 9 maggio 2019    | 7 settembre 2019  |
| 20 | #Cloud9Fail               | Meno ore per tutti             | 9 maggio 2019    | 7 settembre 2019  |
| 21 | Sandra's Fight            | Il sindacato                   | 16 maggio 2019   | 14 settembre 2019 |
| 22 | Employee Appreciation Day | La giornata dei dipendenti     | 16 maggio 2019   | 14 settembre 2019 |